# Višnja Starešina
Višnja Starešina (Zorkovac, općina Ozalj, 1960.), hrvatska novinarka,  publicistkinja, autorica dokumentarnih filmova.

## Životopis

### Profesionalna karijera
Godine 1983. diplomirala je politologiju na Fakultetu političkih znanosti u Zagrebu.
Od 1984. do 2004. godine radila je kao kao novinarka i urednica u Večernjem listu. U vrijeme rata u Hrvatskoj i BiH kao diplomatska dopisnica Večernjeg lista pratila je međunarodne mirovne pregovore za bivšu Jugoslaviju, od 1994. – 1997. stalna je dopisnica Večernjeg lista pri Ujedinjenim narodima u Ženevi, tadašnjem sjedištu Međunarodne mirovne konferencije za bivšu Jugoslaviju. Od 1996. do 2002. godine posebna je izvjestiteljica Večernjeg lista iz Međunarodnog kaznenog suda za bivšu Jugoslaviju u Haagu.
Od 2004. do 2012. godine djeluje kao samostalna novinarka, piše redovite političke kolumne za poslovni tjednik Lider, bavi se publicističkim radom i filmskom dokumentaristikom.
Godine 2012. počinje raditi u tek osnovanom Uredu za pronalaženje, obilježavanje i održavanje grobova žrtava komunističkih zločina nakon Drugog svjetskog rata.
Područja posebnog profesionalnog interesa su joj međunarodna politika, sigurnosna politika, međunarodni kazneni sudovi i ratni zločini.

## Djela

### Filmografija
- Treći pohod (produkcija Interfilm, 2008. godine) - dokumentarni film (58 min) o infiltraciji Al Kaide i radikalnog islama u BiH pod ratnim paravanom (1992. – 1995.), njihova ideologija i ciljevi. Premijerno prikazan u Zagrebu u svibnju 2008.
- Zaustavljeni glas (produkcija Interfilm i HRT, 2010.) - dokumentarni film (91 min), film je priča o Siniši Glavaševiću, novinaru Hrvatskog radija Vukovar, uz rekonstrukciju egzekucije na Ovčari.[3]
- Neprijatelj naroda (2015.) - dokumentarni film
- Stepinac: kardinal i njegova savjest (produkcija Interfilm i Hrvatsko katoličko sveučilište, 2020.) - dokumentarni film o Alojziju Stepincu[4]

## Nagrade
- Nagrada publike na Danima hrvatskog filma 2011., za film Zaustavljeni glas

## Vanjske poveznice
Mrežna mjesta
- Imdb; Višnja Starešina
- Višnja Starešina, tekstovi na portalu Lider